# Sperata seenghala
Sperata seenghala és una espècie de peix de la família dels bàgrids i de l'ordre dels siluriformes present a l'Afganistan, el Pakistan, l'Índia, el Nepal i Bangladesh.
Els mascles poden assolir 150 cm de longitud total.
És un peix demersal i de clima tropical.
És ovípar i l'aparellament té lloc abans de l'inici de l'estació del monsó.